# 間宮まに
間宮 まに（まみや まに、1996年4月24日 - ）は、日本のモデル、振付師。女性アイドルグループ・ヤなことそっとミュートの元メンバー。東京都出身。

## 略歴
高校1年の頃にでんぱ組.incにハマったことをきっかけに地下アイドルのファンとなる。大学入学後、ゆるめるモ！やBELLRING少女ハート（ベルハー）に興味を持ち、2016年ベルハーの音楽制作チーム（DCG.LLC）が新たに始めるアイドルグループのオーディションに「半分ウケ狙いで話のネタになるかなと思って」応募したところ合格。同年6月18日ヤなことそっとミュートのメンバーとして初ライブ。
2020年、新型コロナウイルス感染症の影響によりライブが行えない中、同年5月1日より、完全自主制作ニセラジオ番組（ツイキャスでのラジオ配信）「間宮まにのヤなことFriday」を開始。同年10月にLOFT9 Shibuyaで行われたトークイベント「南波一海のヒアヒア」のゲストに出演した際にロフト関係者からトーク能力を見込まれ、11月23日にはロフトプラスワンにて「間宮まにのヤなことFriday 公開収録」を行った。
2022年6月26日、「YSM SIX TOUR FINAL」（CLUB CITTA'）にて、ヤなことそっとミュートの現体制が終了およびグループ脱退。以後、モデルとして活動している。2022年秋には、藤城アンナがプロデュースするブランド・Juanneのモデルを務めた。

## 人物・エピソード
高校時代、ダンス部の先輩の影響で宝塚歌劇団にハマり、2年と3年のときに宝塚音楽学校を受験したが不合格だった。
2019年、「ラング」で初めて振り付けを担当。
2021年10月10日（9日深夜）放送の『シブヤノオト』に、間宮がTikTokに投稿した動画が放送された。

## 作品

### ソロ
- 「硝子の夢と4月」（2022年4月30日）

### 振付
- ヤなことそっとミュート
  - 「ラング」
  - 「Gifted」
  - 「記憶とハーモニー」
  - 「結晶世界」
- cleomery
  - 「ヒカリ」
- 集団
  - 「権力と美学」
  - 「燦爛」
  - 「ソレイユ」
  - 「合図歪度」
  - 「乱舞る」
- YA'ABURNEE
  - 「V学-ヴィガク-」
  - 「BUFFet」
  - 「LIFEBUOY」
- NUANCE
  - 「雨にうたってみれば」
- SAKA-SAMA
  - 「顔がなくなった」

## 出演

### イベント
- 愛すべき女・女（めめ）たち vol.7（2016年12月12日、新宿ロフトプラスワン）
- WONDER WORLD VOL.30 AFTER PARTY（2018年6月30日、大阪FANJ Twice）※「DJまに」として出演
- 渋谷LOFT9アイドル倶楽部vol.13（2020年2月17日、Loft9 Shibuya）
- "南波一海のヒアヒア" ゲスト：間宮まにさんの場合（2020年10月5日、LOFT9 Shibuya）
- 間宮まにのヤなことFriday 公開収録（2020年11月23日、新宿ロフトプラスワン）
- 間宮まにのヤなことFriday 公開収録（2021年3月6日、歌舞伎町Sparkle）ゲスト：井上唯（Maison book girl）
- シバノソウの考察 vol.42（2021年10月27日、Naked Loft Yokohama）
- "でか美ちゃん一海ちゃん" ゲストまにちゃん (2021年11月16日、LOFT9 Shibuya)
- 間宮まにサミット2022（2022年11月23日、Naked Loft Yokohama）
- 時刻と時間Vol.5（2023年1月22日、LOFT9 Shibuya）ホスト：ニイマリコ
- ルー・ガルー ONE MAN SHOW 「Les Loups entre eux」（2023年11月23日、渋谷WWW）※ゲストダンサーとして出演

### ミュージックビデオ
- Spangle call Lilli line「長い愛」（2020年1月22日、アルバム『SCLL』収録）※『SCLL』のジャケットモデルも務めている[9]
- PIGGS「まじ無理ゲー」（2022年11月18日）
- ルー・ガルー「心臓抜き」（2023年11月1日）
- アーバンギャルド「昭和百年少女」（2024年11月12日）

### ラジオ
- 渋谷健やか部（2022年7月31日、渋谷のラジオ）

### モデル
- kemono japan（new collection 2022、2023SS Collection Show）
- ha | za | ma（2022PC）
- 零,壱四×BEAMS ポップアップストア（2023年6月30日〜7月9日）
- killremote（2023AW collection “プロットデバイス”）
- 『スーパーミルクラウンジ』展示会特別ZINE（2024年12月20日〜12月28日）
- pays des fées（2025 Autumn Winter pays des fées×伊藤潤二「分裂」）